# Albana
L'Albana è un vitigno italiano a bacca bianca coltivato principalmente in Emilia-Romagna.
Al vino ottenuto dall'uva, l'Albana di Romagna, è stato assegnato per la prima volta lo stato DOCG (Denominazione di origine controllata e garantita) nel 1987. L'uva produce vini dai colori intensi e si pensa dopo studi di Attilio Scienza e la sua équipe possa essere imparentata con la Garganega e che quindi venga importata dei veneziani dall’Europa dell’est.

## Storia

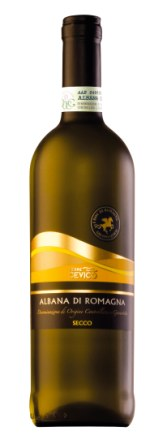
Una bottiglia di Albana di Romagna

La storia di questo vitigno non è chiara e si confonde nelle leggende; si ritiene che fu introdotto nella regione dagli antichi romani. Il nome Albana si riferisce al colore dell'uva (Albus significa bianco in latino).
Nel XIII secolo Pietro de' Crescenzi nel suo famoso trattato sull'agricoltura, descrive l'Albana come "un vino potente con un gusto eccellente, ma allo stesso tempo facile da conservare". Nel XVIII secolo, un agronomo di Bologna, Vincenzo Tamara, menzionò questo vitigno.

## Denominazioni
Alcune denominazioni dell'Albana: Albana a Grappo Longo, Albana a Grappolo Fitto, Albana a Grappolo Lungo, Albana a Grappolo Rado o Gentile, Albana dell'Istria (?), Albana della Forcella, Albana di Bertinoro, Albana di Bologna, Albana di Forli, Albana di Gatteo, Albana di Lugo, Albana di Montiano, Albana di Pesaro, Albana di Romagna, Albana di Terra Del Sole, Albana Gentile, Albana Gentile di Faenza, Albana Gentile di Ravenna, Albana Grossa, Albano, Albanone, Albuelis, Biancame Sinalunga, Forcella, Forcellata, Forcellina, Forcelluta, Raccia Pollone, Ribona, Riminese e Sforcella.